# Secretariaat der Katholieke Vlaamse Hoogstudenten
In februari 1916 richtten Frans Daels en Hilaire Gravez het Secretariaat der Katholieke Vlaamsche Hoogstudenten (S.K.V.H.) op, dat een bundeling van de initiatieven verzorgde. 
Het doel van het S.K.V.H. was “het behoud der Vlaamse jongens, midden de menigvuldige gevaren, onafscheidelijk van een langgerekt, onnatuurlijk oorlogsleven.”, met andere woorden bestond het doel van het S.K.V.H. uit het steunen van de Vlaamse soldaten aan het front, en hun menselijkheid bij te brengen gedurende de Eerste Wereldoorlog. 
Het S.K.V.H. verspreidde 700.000 zegels met spreuken als “Houdt u fier houdt u rein” en “Mannenadel uit fierheid der jeugd”en “Zedelijk volk, groot volk”en ‘antialcohol’ zegels. De bedoeling van deze zegels was om de jongens aan het front mens te houden, en hun het bewustzijn bij te brengen van hun menselijke waardigheid.
Ondanks deze opvoedende boodschappen vervaardigde kolonel Olaerts een dienstorder uit, waarbij het voor de soldaten verboden was deze sluitzegels te gebruiken bij de post. Maar de acties bleven voortgaan, nieuwe brochures werden uitgegeven, bibliotheken en studiekringen werden opgericht. In 1917 verscheen het “mis- en gebedenboek van den Vlaamschen soldaat” waarin het ontroerende “Gebed voor Vlaanderen” van Cyriel Verschaeve stond.  Zoals “Ons zangboekje” van Jan Bernaerts werd ook de verspreiding van dit stuk verhinderd door de legerleiding. 
Het S.K.V.H deelde niet enkel literatuur uit maar ze bracht ook toneelstukken.  Doctor Oscar De Gruyter (later leider van het Vlaamse toneelstuk en directeur van de Koninklijke Nederlandse schouwburg), priester Jan Bernaerts (leider van de toneelkring de Zonnebloem), Juliaan Plateau (Het Vlaams Christen toneel) en Hendrik Laloo ontmoetten elkaar aan het front en traden samen met enkele vrouwen op voor het fronttoneel.